# Oussama Assaidi
Oussama Assaidi (en árabe: أُسَامَة السَّعِيدِيّ; Ámsterdam, Países Bajos; 15 de agosto de 1988) es un ex futbolista marroquí nacido en los Países Bajos que se desempeñaba como extremo y actualmente está retirado, siendo su último club el Football Club Twente de la Eredivisie.

## Carrera
Assaidi fue criado como un joven jugador de la cantera en Arizona. Comenzó su carrera profesional en 2006 en el FC Omniworld en la Eredivisie. Después de dos temporadas con el club de Almere, donde anotó 3 goles en 36 partidos, se trasladó a De Graafschap en el verano de 2008. Assaidi de pasar un año con el club, antes de pasar al SC Heerenveen en el último día del mercado. La medida fue considerada como sorprendente, ya que Heerenveen había dicho que no estaban pensando en comprar nuevos jugadores, pero el rendimiento de Oussama en el comienzo de la Eredivisie 2009-10, anotando 5 goles en 5 partidos, hecho que se hizo una excepción a la poner Assaidi al club.

## Selección
- Ha sido internacional con la Selección de Marruecos en 17 ocasiones anotando 2 goles.
- Ha sido internacional con el equipo sub-20 en 5 ocasiones.

## Clubes
| Club                     | País                   | Año       | Partidos | Goles |
| ------------------------ | ---------------------- | --------- | -------- | ----- |
| Almere City FC           | Países Bajos           | 2006-2008 | 36       | 3     |
| De Graafschap            | Países Bajos           | 2008-2009 | 23       | 15    |
| Heerenveen               | Países Bajos           | 2009-2012 | 92       | 21    |
| Liverpool F.C.           | Inglaterra             | 2012-     | 12       | 0     |
| Stoke City F.C. (cedido) | Inglaterra             | 2013-2015 | 25       | 5     |
| Al-Ahli Football Club    | Emiratos Árabes Unidos | 2015-2016 | 29       | 3     |
| Football Club Twente     | Países Bajos           | 2017-2019 | 10       | 2     |